# Brachyscleroma nepalensis
Brachyscleroma nepalensis är en stekelart som beskrevs av Gupta 1994. Brachyscleroma nepalensis ingår i släktet Brachyscleroma och familjen brokparasitsteklar. Inga underarter finns listade.